# Manninsaari (ö i Birkaland)
Manninsaari är en ö i Finland.   Den ligger i kommunen Ylöjärvi i den ekonomiska regionen Tammerfors och landskapet Birkaland, i den sydvästra delen av landet, 190 km nordväst om huvudstaden Helsingfors. Manninsaari ligger i sjön Kyrösjärvi.